# Stettiner General-Anzeiger
Der Stettiner General-Anzeiger, bis 1933 General-Anzeiger für Stettin und die Provinz Pommern, war eine von 1849 bis 1945 erscheinende Tageszeitung. Sie war das amtliche Nachrichtenblatt der Provinz Pommern und die meistgelesene Tageszeitung der Region.

## Geschichte
Am 1. Juni 1849 erschien die erste Ausgabe des General-Anzeigers für Stettin und die Provinz Pommern als amtliches Nachrichtenblatt im Verlag Gerentzsohn.
1905 war er die meistgelesene Tageszeitung in der Provinz Pommern mit etwa 52.000 verkauften Exemplaren täglich.
1933 wurde er mit der Ostsee-Zeitung zusammengelegt und hieß seitdem Stettiner General-Anzeiger, seit 1939 Ostsee-Zeitung. Stettiner General-Anzeiger. 1945 erschienen die letzten Ausgaben.